# Circolo Matematico di Palermo
Der Circolo Matematico di Palermo ist eine italienische mathematische Gesellschaft. Sie wurde 1884 von Giovanni Guccia (1855–1914) gegründet und ist die älteste mathematische Gesellschaft in Italien, von den allgemeinen Akademien abgesehen. 
Guccia war ein Schüler von Luigi Cremona in Rom und lehrte nach der Promotion 1880 in Rom in Palermo, ab 1889 als Professor für Geometrie. Er stammte aus einer wohlhabenden Familie und konnte die Mittel für seine neu gegründete Gesellschaft und deren Zeitschrift Rendiconti del Circolo Matematico di Palermo aufbringen. Anfangs gab es 27 Mitglieder, ab 1887 waren auch Ausländer zugelassen. 1893 gründete Guccia einen Verlag für Mathematik-Bücher in Palermo, wo auch die Zeitschrift der Gesellschaft erschien. Guccia hatte mit seiner Gesellschaft, für die er aktiv bei führenden französischen und deutschen Mathematikern warb, großen Erfolg, obwohl Palermo damals nicht zu den mathematischen Zentren Europas und auch nicht Italiens (wie Pisa, Rom) zählte, und in seiner Zeitschrift erschienen im ersten Jahrzehnt des 20. Jahrhunderts sehr bedeutende Arbeiten zum Beispiel von Henri Poincaré oder Hermann Weyl. Guccia konnte die Zahl der Mitglieder vor dem Ersten Weltkrieg auf über 1000 vermehren. Die Bedeutung seiner Gesellschaft ließ nach seinem Tod 1914 nach.
Die Zeitschrift der Gesellschaft wird heute vom Springer Verlag publiziert.